# Estadio Melløs
El Estadio Melløs es un estadio multiusos ubicado en la ciudad de Moss en Noruega y su nombre es por estar ubicado en el poblado de Mellos. Es utilizado principalmente para partidos de fútbol y actualmente es la sede del Moss FK.

## Historia
Fue inaugurado en 1939 y el récord de asistencia es de 10,085 espectadores en el partido en el que el Moss FK enfrentó en el derbi regional a sus vecinos del Fredrikstad FK en 2003.
El estadio ha tenido partidos de Noruega sub-21 en dos ocasiones, un empate 0–0 ante Bélgica el 11 de septiembre de 1979 y una derrota por 0–2 ante Dinamarca el 22 de agosto de 2007. El Melløs Stadion también ha sido utilizado para eventos de atletismo. En 1983 fue el primer estadio de Østfold en tener una pista de atletismo de hule, y en 1990 fue la sede del campeonato nacional de atletismo.
El estadio fue una de las sedes del Campeonato Femenino de la UEFA de 1997.